# Эдегор, Хенрик
Хе́нрик Э́дегор (норв. Henrik Ødegaard; род. 12 февраля 1988, Аскер, Норвегия) — норвежский хоккеист, защитник клуба «Фриск Аскер». Игрок сборной Норвегии по хоккею с шайбой.

## Биография
Воспитанник хоккейного клуба «Фриск Аскер». В сезоне 2006/07 Эдегор дебютировал в высшей лиге Норвегии. С 2011 по 2013 год выступал за «Спарту» из Сарпсборга. 1 октября 2013 года перешёл в американский клуб «Чикаго Вулвз». Провёл 1 игру в АХЛ, после чего стал выступать за клуб «Миссури Мэверикс» из канадской лиги. В 2014 году подписал двухлетний контракт с норвежским клубом «Лёренскуг». В 2016 году вернулся в родной «Фриск Аскер». В 2008 году впервые сыграл за сборную Норвегии на чемпионате мира по хоккею с шайбой.